# U.S. Open 2023
US Open 2023 a fost cea de-a 143-a ediție US Open și al patrulea și ultimul Grand Slam al anului. S-a desfășurat în perioada 28 august – 10 septembrie 2023, pe terenuri cu suprafață dură, în aer liber, la Centrul Național de Tenis USTA Billie Jean King din New York.
Turneul este organizat de Federația Internațională de Tenis și Asociația de tenis din Statele Unite (USTA) în cadrul calendarelor circuitelor profesionale masculine ATP Tour 2023 și feminine WTA Tour 2023. Carlos Alcaraz și Iga Świątek sunt campionii en-titre la simplu masculin și feminin.

## Ediția 143
Cea de-a 143-a ediție a US Open are loc între 28 august și 10 septembrie 2023 la Centrul Național de Tenis Billie Jean King, situat în Flushing Meadows–Corona Park din cartierul Queens din New York. Începând din 2020, se joacă pe suprafața dură Laykold.
Prima ediție a Grand Slamului de la New York a avut loc la Centrul Național de Tenis în 1978. În setul decisiv, dacă se ajunge la tiebreak, se joacă un super tiebreak de 10 puncte. Competițiile au loc pe 17 din cele 22 de terenuri ale complexului acoperit, arenele principale fiind: Arthur Ashe Stadium, Louis Armstrong Stadium și Grandstand Stadium.

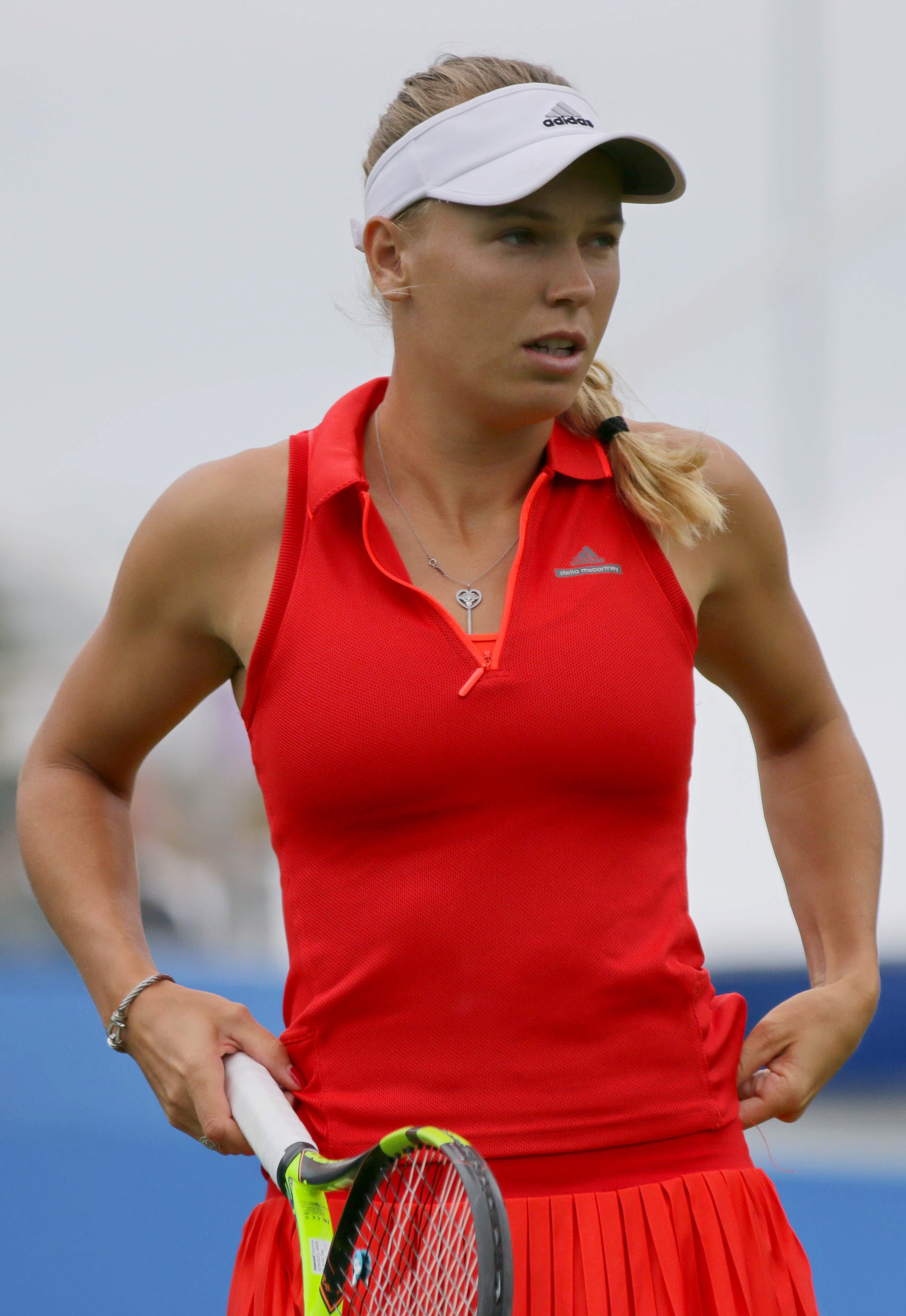
Caroline Wozniacki, în vârstă de 33 de ani, a revenit în circuit după 3 ani și jumătate, cu ocazia Openului Canadei din august. Ea a primit un wild card pentru US Open, primul ei Grand Slam de la Australian Open 2020.

Ca urmare a invaziei Rusiei în Ucraina la sfârșitul lunii februarie 2022, organismele de conducere ale tenisului, ATP, WTA și ITF, au decis că jucătorii de tenis ruși și belaruși pot continua să concureze în circuit, dar nu sub steagurile Rusiei și Belarusului.
Tehnologia Hawkeye monitorizează impactul mingiei pe toate terenurile. Sistemul electronic prin care se detectează automat locul în care o minge a aterizat pe teren, introdus în 2020 din cauza reducerii personalului de arbitrii de linie ca urmare a pandemiei de Covid-19, oferă rapoarte înregistrate în timp real. US Open 2023 a devenit primul Grand Slam care a folosit tehnologia Video Review (VR) pentru a judeca momentele controversate. Aceasta este disponibilă în cele trei arene principale și pe terenurile Grand Courts 5 și 17. Un jucător poate solicita revizuirea de trei ori într-un set (și a patra oară în tiebreak) a unei situații precum o dublă cădere de minge, o minge care atinge corpul unui jucător de tenis sau contactul unui jucător cu fileul, o greșeală de picior, traiectoria de zbor a mingii etc. Arbitrul poate folosi apoi înregistrarea video afișată pe monitor pentru a decide dacă să reia schimbul sau să acorde un punct direct. Arbitrul principal al turneului poate, de asemenea, să evalueze comportamentul adversarilor de pe teren și să decidă asupra situațiilor litigioase.
Acestă ediție marchează 50 de ani de premii egale în bani pentru bărbați și femei. În 1972, campioana Billie Jean King a primit 10.000 de dolari pentru câștigarea titlului, în timp ce campionul masculin, Ilie Năstase, a încasat 25.000 de dolari. King și-a arătat dezacordul în legătură cu discrepanța premiilor sugerând că ar fi boicotat US Open în 1973 în cazul în care turneul ar fi menținut premii mai mici pentru femei față de bărbați. În 1973, US Open a devenit primul dintre cele patru turnee de Grand Slam care a oferit femeilor paritate financiară cu bărbații.

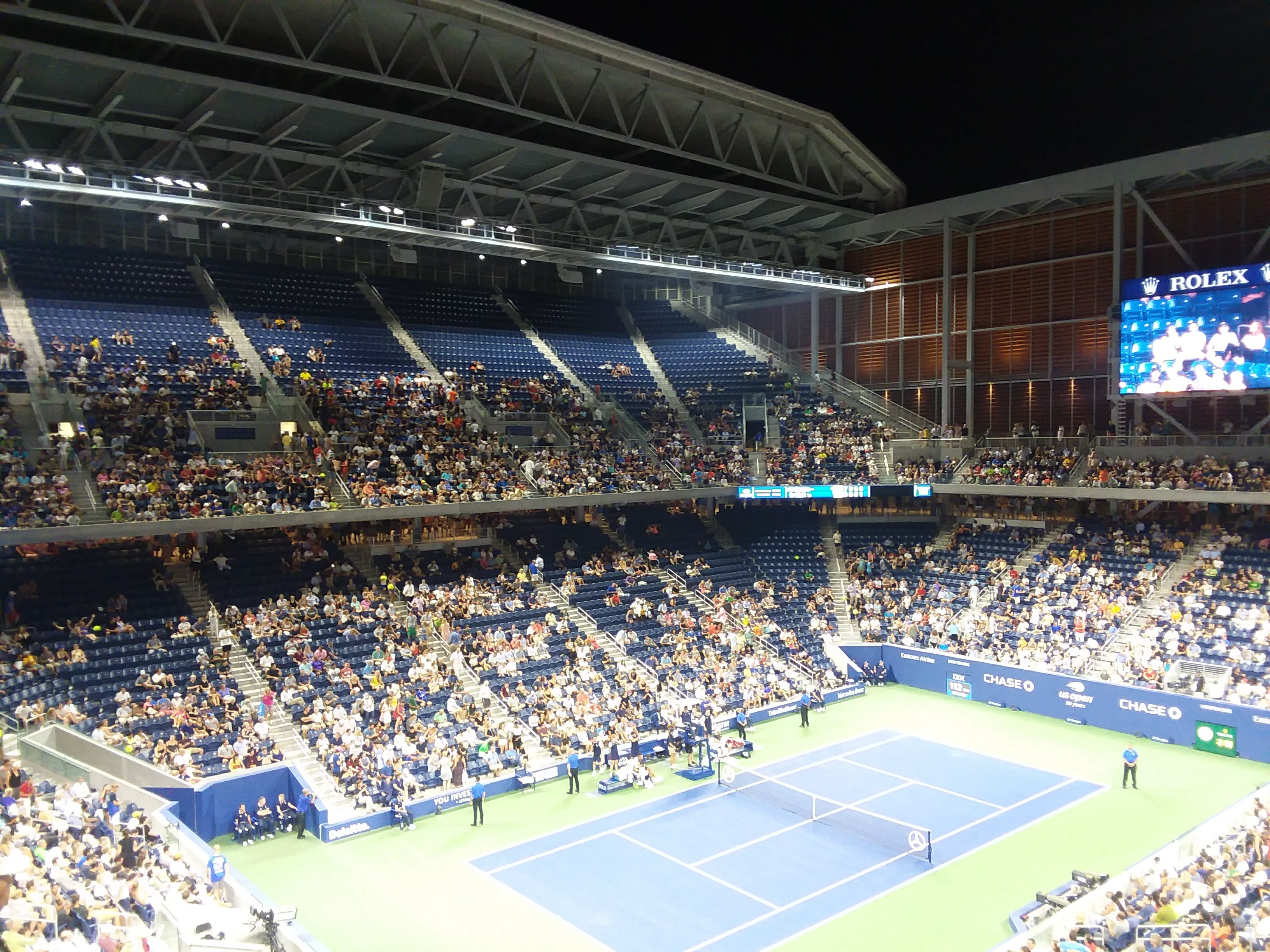
Louis Armstrong Stadium

La turneu vor reveni mai mulți jucători care au fost interziși pentru că nu au fost vaccinați împotriva virusului COVID-19, inclusiv Novak Djokovic, dar și cu revenirea Carolinei Wozniacki, care, după ce și-a anunțat întoarcerea în tenis la sfârșitul lunii iunie 2023, după mai bine de 3 ani (parțial din cauza maternității) de absență, a primit un wildcard (invitație) pentru a putea juca turneul.
În pofida criticilor aduse de jucătorii de tenis finalului târziu al meciurilor de noapte, așa-numita „sesiune de noapte”, organizatorii au refuzat să înceapă programul mai devreme. Programul de seară va continua să înceapă la ora 19.00.
Numărul total de meciuri de tenis jucate în timpul turneului de două săptămâni este de 721 de meciuri, fără a fi incluse meciurile din turneele de calificare masculine și feminine, jucate în săptămâna dinaintea Openului. Sunt 411 meciuri pe tablourile principale de simplu și dublu masculin, simplu și dublu feminin și dublu mixt. Competițiile de juniori băieți și fete adaugă alte 236 de meciuri la simplu și dublu, iar apoi există divizia pentru scaune cu rotile, cu 74 de meciuri la simplu și dublu pentru bărbați, femei, juniori și quad. (Categoria quad este destinată jucătorilor care au cel puțin un braț cu deficiență, pe lângă o deficiență la picior).
În Statele Unite, US Open 2023 va fi al nouălea an consecutiv în cadrul unui contract de 11 ani și 825 de milioane de dolari cu postul de televiziune ESPN, prin care radiodifuzorul deține drepturile exclusive pentru întregul turneu și pentru US Open Series. ESPN este, de asemenea, radiodifuzorul exclusiv din SUA pentru turneele majore. Numărul de sponsori ai US Open este de 24, printre care se numără Rolex, Cadillac și Polo Ralph Lauren.

### Schimbarea pozițiilor liderilor mondiali
În ediția din 11 septembrie 2023 a clasamentului, după US Open, a avut loc o modificare a pozițiilor nr. 1  mondiali la simplu și la dublu, atât în clasamentul ATP masculin, cât și în cel WTA feminin. Novak Djokovic, a redevenit Nr. 1 mondial, cu a 390-a săptămână record în fruntea clasamentului de simplu masculin.
La feminin, Arina Sabalenka a trecut pentru prima dată în fruntea clasamentului, fiind a douăzeci și noua jucătoare care ocupă această poziție, de la introducerea clasamentului WTA în 1975. La dublu masculin, Neal Skupski i-a lăsat locul întâi lui Austin Krajicek, iar la dublu feminin, Kateřina Siniaková și-a încheiat domnia de un an. Perechea americană Coco Gauff și Jessica Pegula conduce clasamentul la dublu feminin, cea din urmă pentru prima dată în carieră. Schimbarea ambelor părți ale clasamentului feminin are loc după mai bine de 20 de ani (11 august 2003), când atât locul 1 la simplu, cât și la dublu vor fi schimbate în aceeași zi și pentru a opta oară în total.

## Campioni
Novak Djokovic l-a învins în finală pe Daniil Medvedev, scor 6–3, 7–6(7–5), 6–3, și a câștigat titlul la simplu masculin la US Open 2023. Acesta a fost al patrulea său titlu la US Open și al 24-lea titlu major la simplu în total, extinzând recordul all-time de titluri majore la simplu masculin. Djokovic a devenit, de asemenea, cel mai vârstnic campion la simplu masculin de la US Open din Era Open, la 36 de ani și 111 zile, și cel mai vârstnic semifinalist de la Jimmy Connors în 1991. Ajungând la a 47-a semifinală majoră de simplu masculin, Djokovic a depășit recordul all-time al lui Roger Federer. Ajungând în finală, Djokovic a egalat recordul lui Federer de a ajunge de trei ori în toate finalele majore într-un sezon.
Coco Gauff a învins-o în finală pe Arina Sabalenka în trei seturi și a câștigat titlul de campioană la simplu feminin la US Open 2023. Acesta a fost primul ei titlu major la simplu. Gauff, în vârstă de 19 ani, este cea mai tânără americană care a ajuns în finala turneului de Grand Slam de la New York, de la Serena Williams, în vârstă de 17 ani, în 1999.
În proba de dublu masculin, americanul Rajeev Ram și britanicul Joe Salisbury și-au apărat titlul. Au devenit prima echipă care a câștigat trei titluri consecutive la US Open în era deschisă. La 43 de ani și șase luni, finalistul Rohan Bopanna a devenit cel mai vârstnic finalist de dublu masculin la un turneu major din era deschisă, depășind recordul lui Daniel Nestor, de 43 de ani și patru luni, la Australian Open 2016.
Gabriela Dabrowski și Erin Routliffe le-au învins în finală pe Laura Siegemund și Vera Zvonareva, scor 7–6(11–9), 6–3, și au câștigat titlul la dublu feminin la US Open 2023. Dabrowski a devenit prima canadiancă care a câștigat titlul major la dublu feminin. Routliffe a devenit prima neozeelandeză care a câștigat un titlu la US Open.
În proba de dublu mixt, Anna Danilina și Harri Heliövaara au câștigat titlul, învingând în finală perechea Jessica Pegula și Austin Krajicek. Danilina a devenit prima jucătoare kazahă campioană de Grand Slam la dublu mixt, în timp ce Heliövaara a devenit primul finlandez campion de dublu mixt la US Open.

### Galerie câștigători

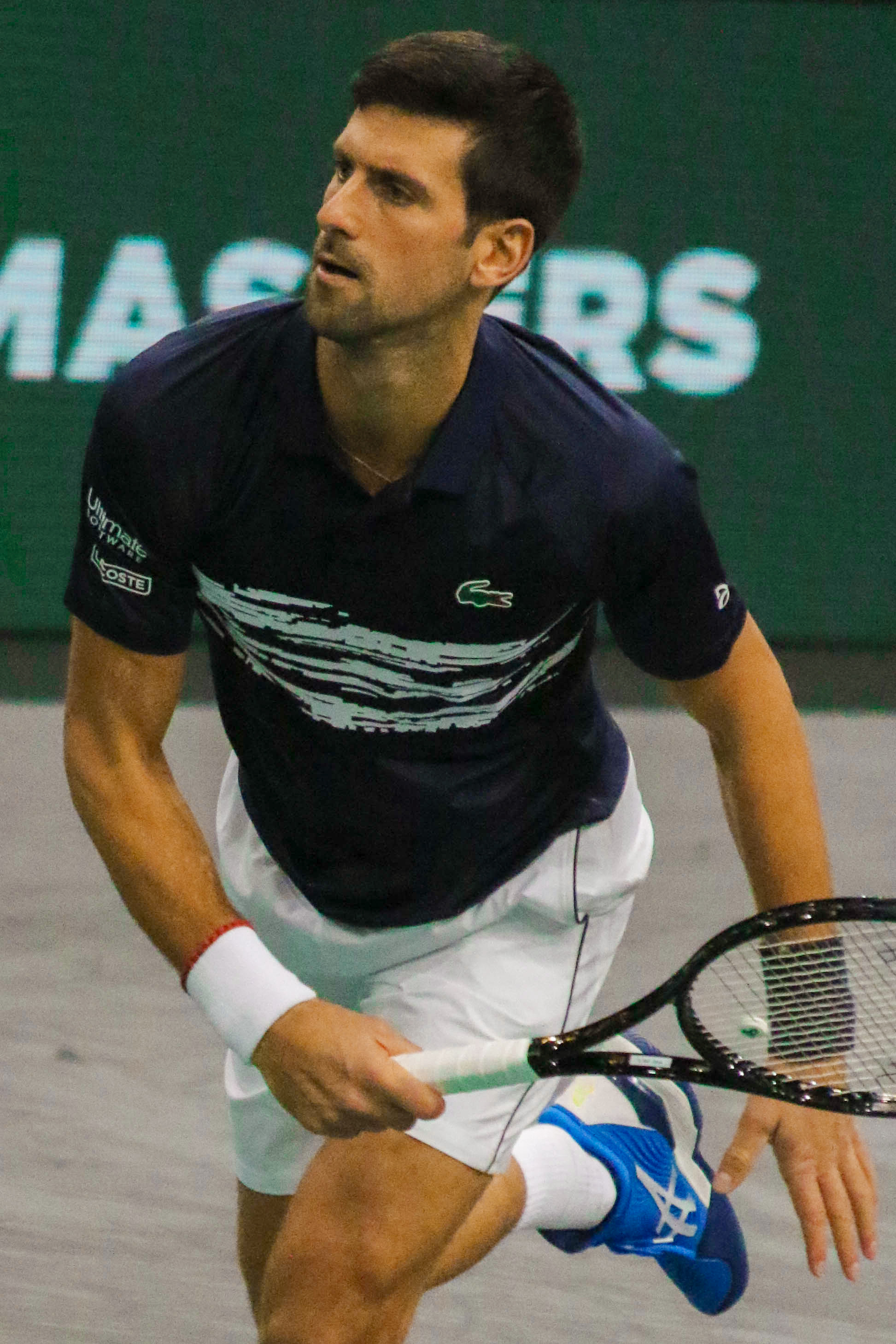
Novak Djokovic, simplu masculin
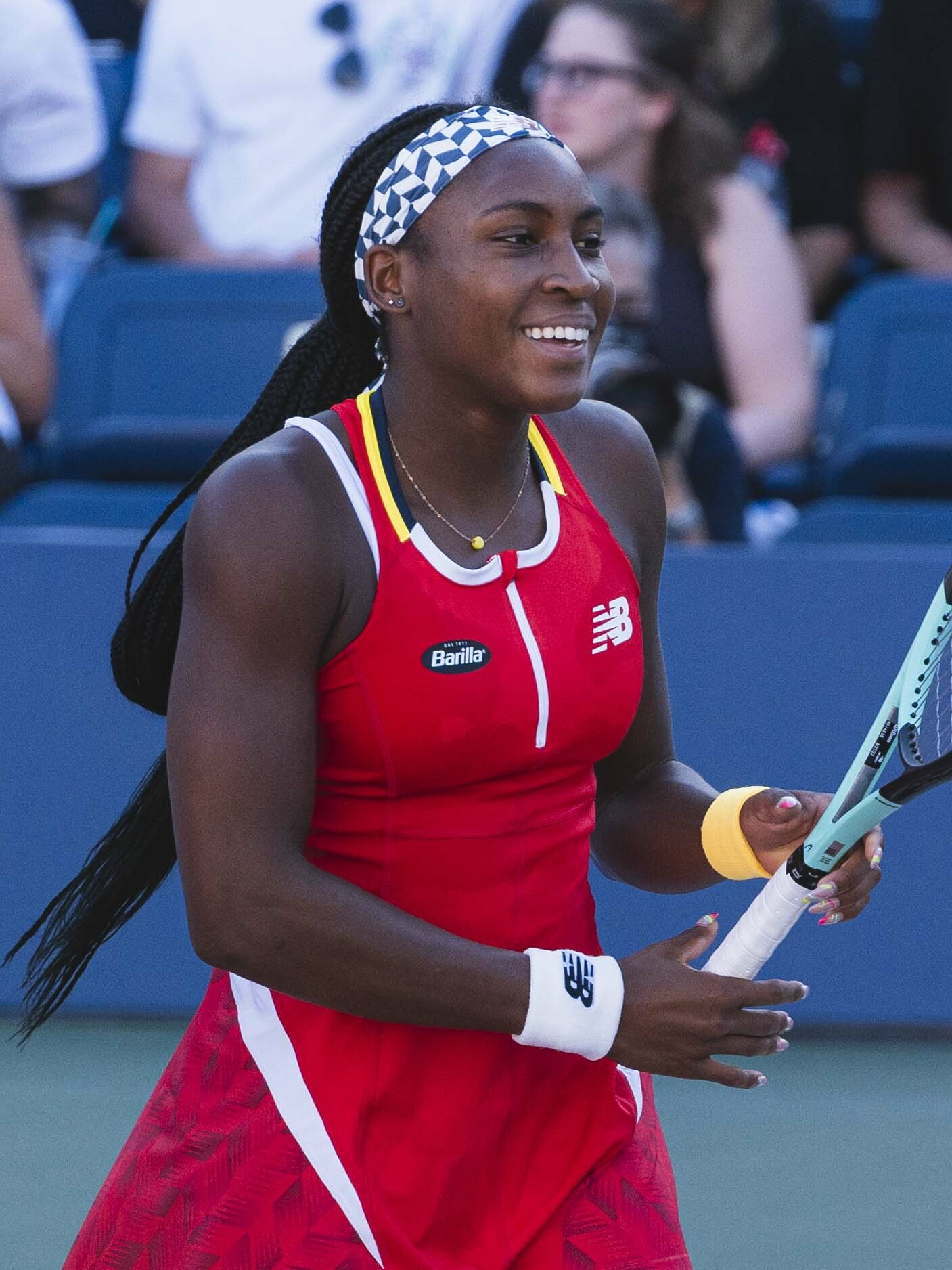
Coco Gauff, simplu feminin
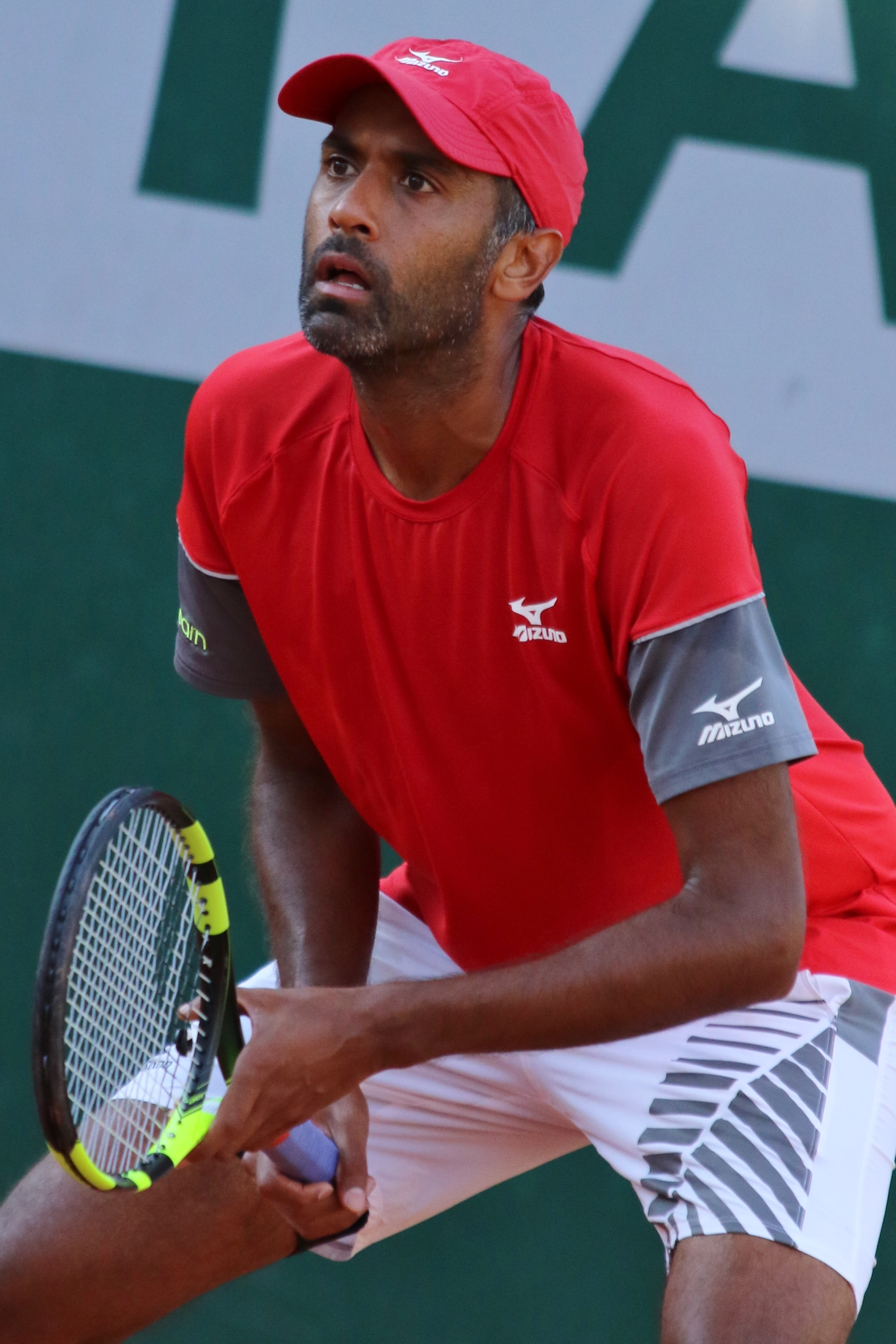
Rajeev Ram, dublu masculin
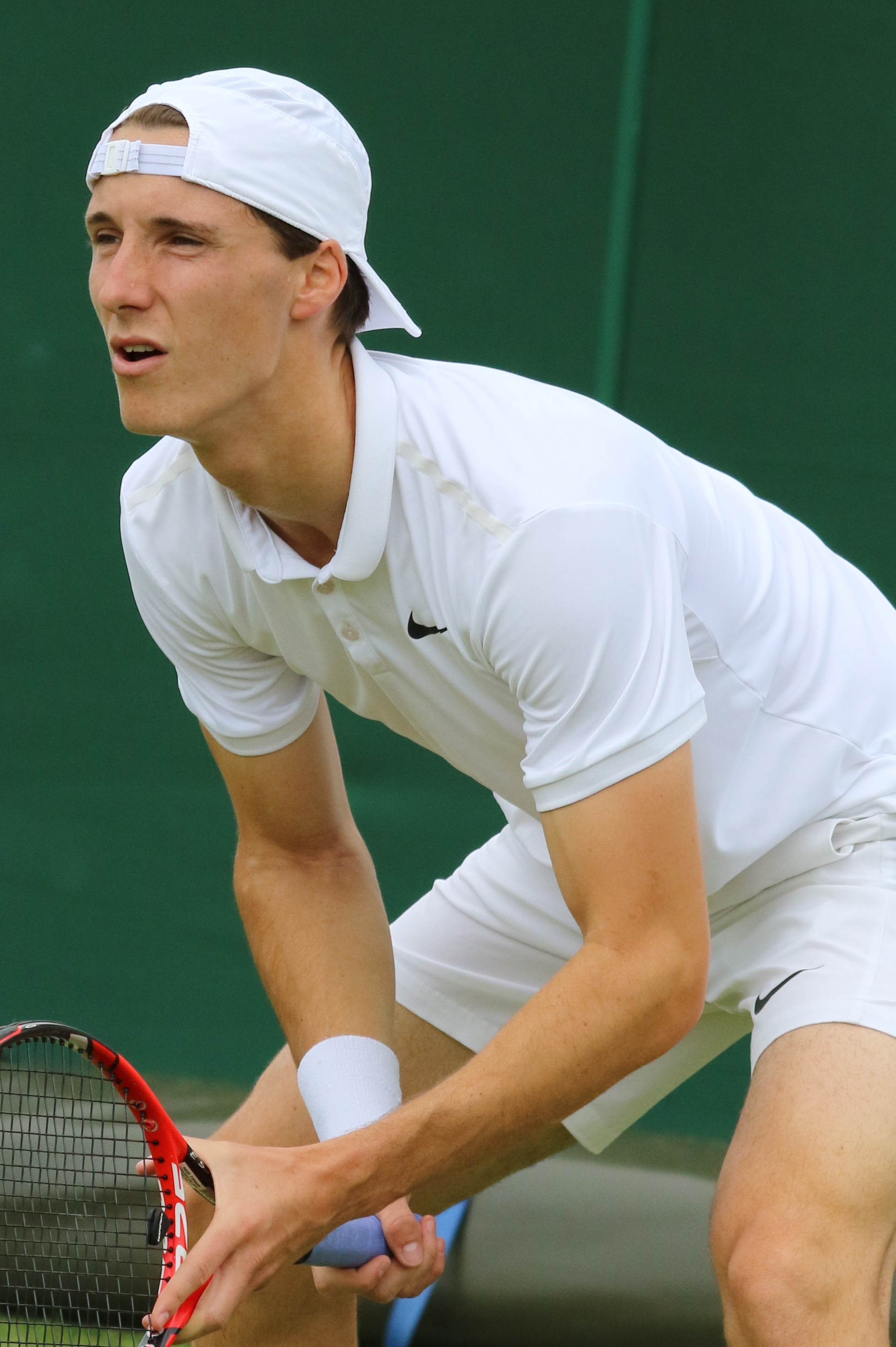
Joe Salisbury, dublu masculin
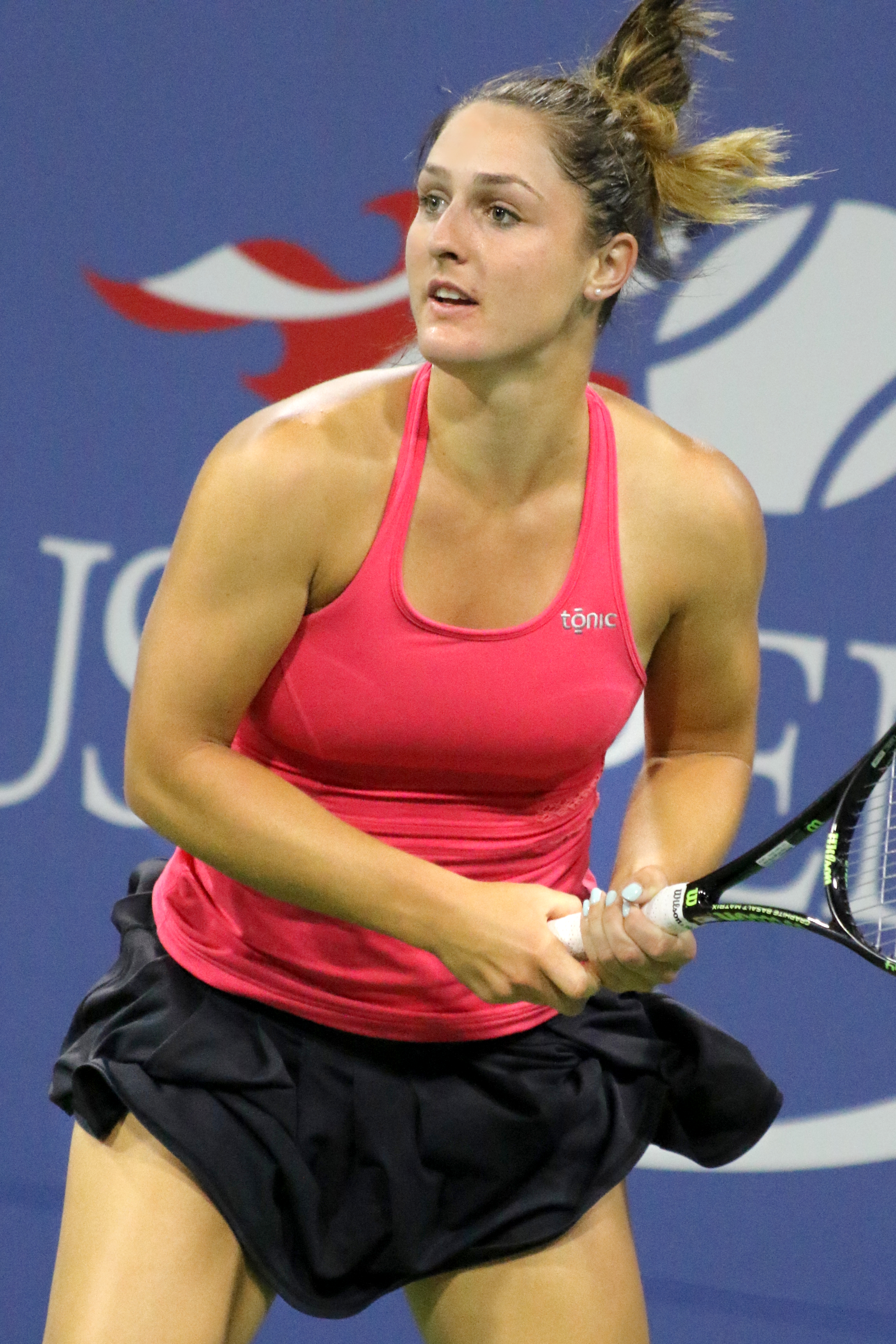
Gabriela Dabrowski, dublu feminin
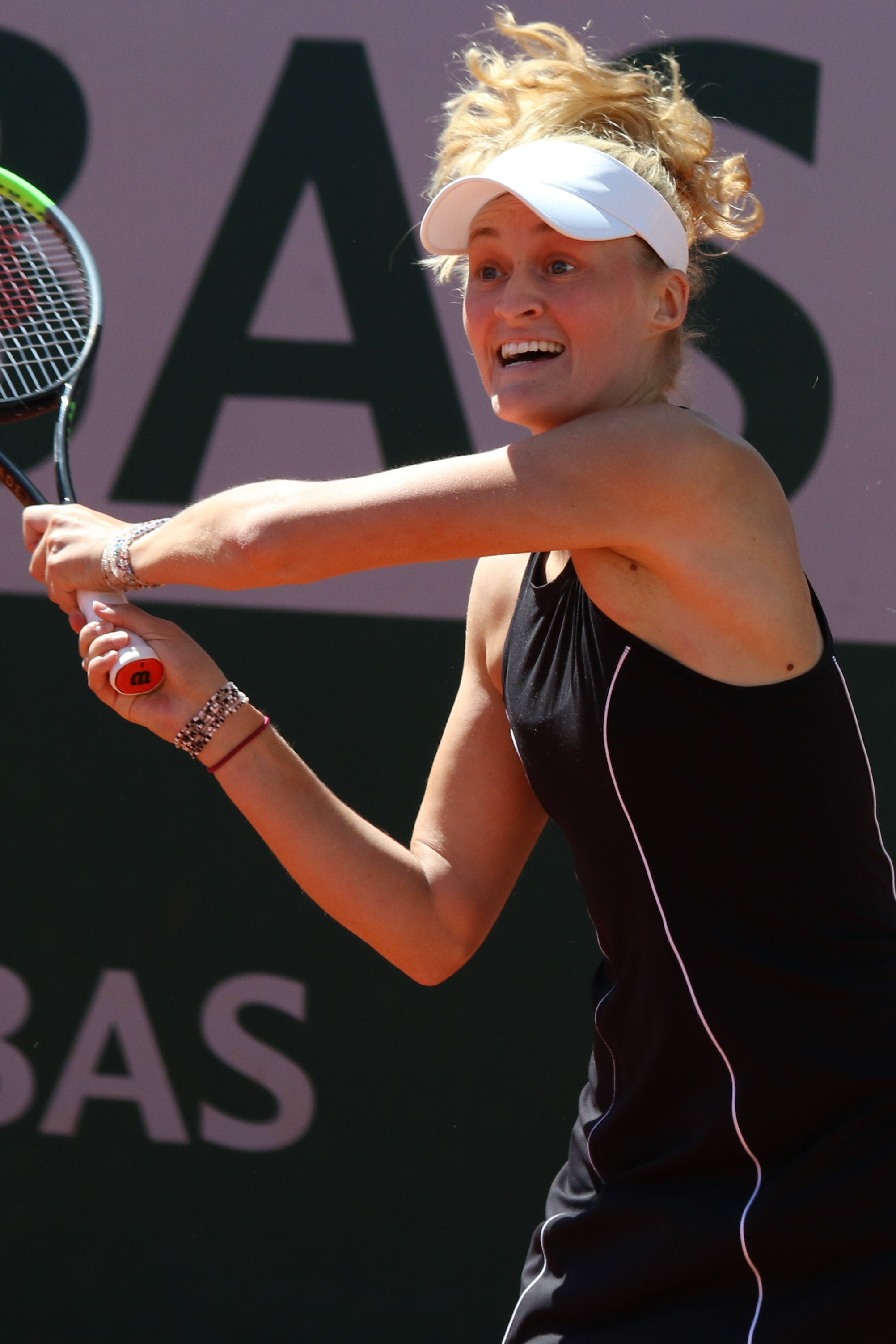
Erin Routliffe, dublu feminin
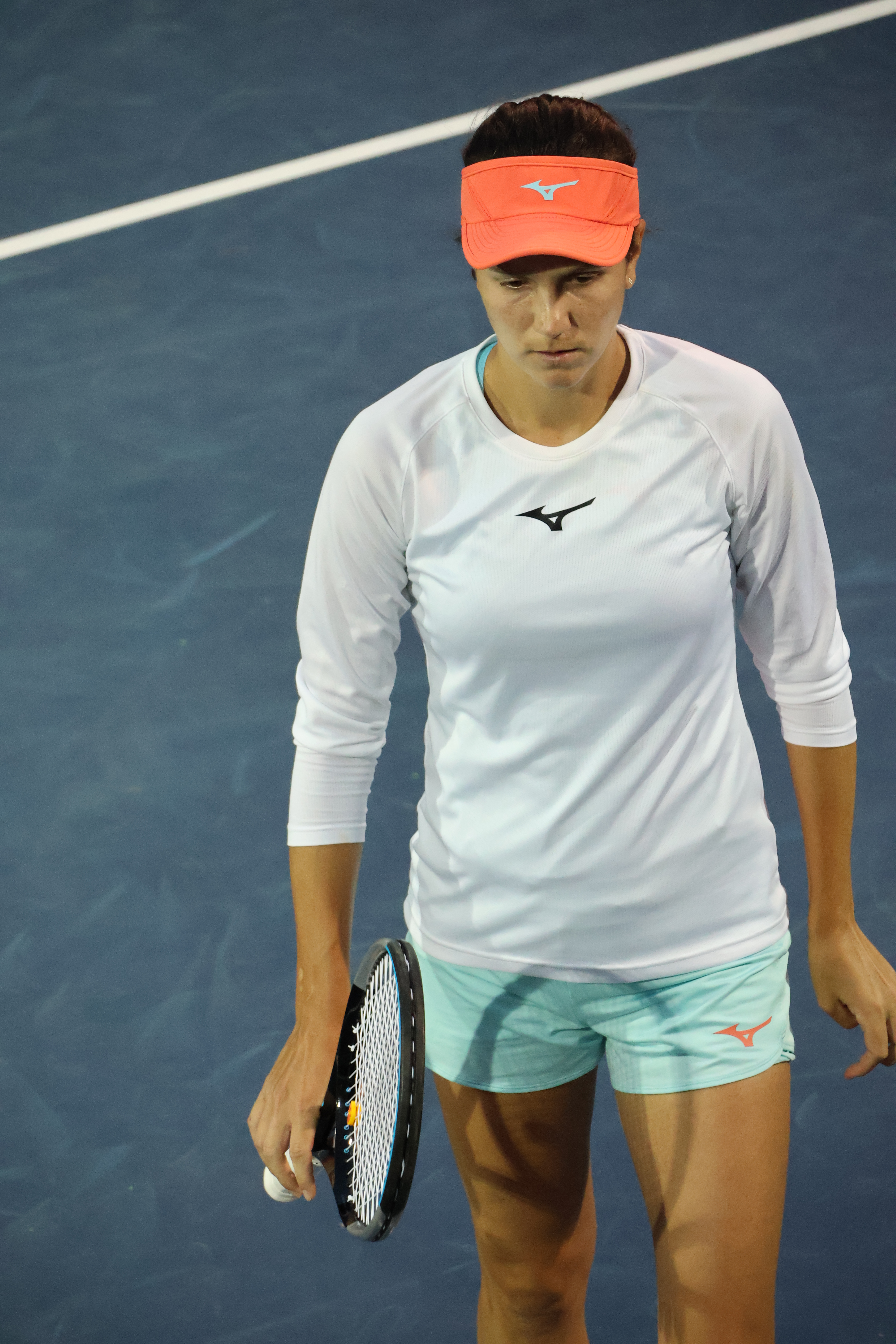
Anna Danilina, dublu mixt
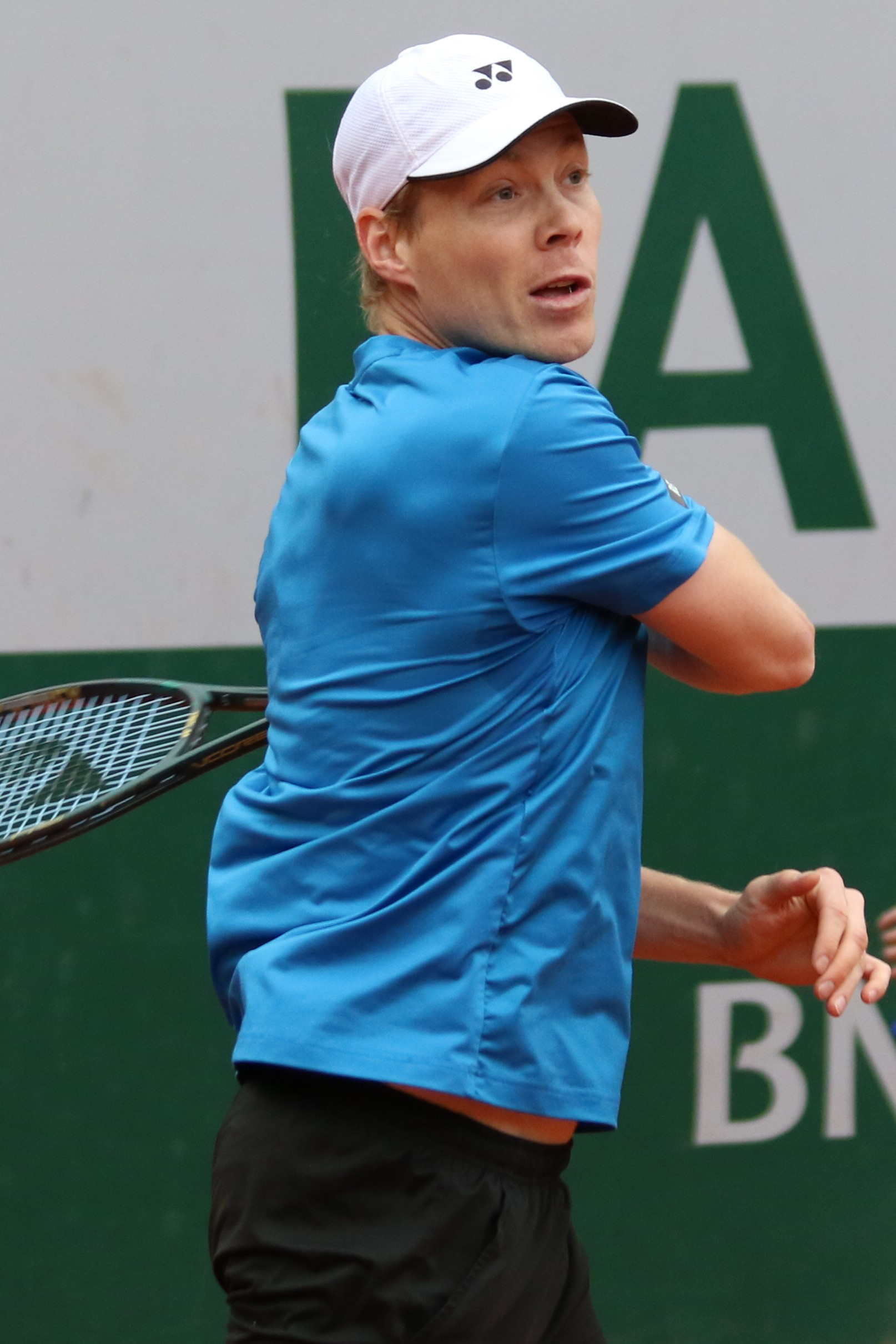
Harri Heliövaara, dublu mixt

## Rezultate

### Simplu masculin
Pentru mai multe informații consultați US Open 2023 – Simplu masculin
|  | Sferturi de finală | Sferturi de finală | Sferturi de finală | Sferturi de finală | Sferturi de finală | Sferturi de finală | Sferturi de finală |                 |    | Semifinale | Semifinale | Semifinale | Semifinale | Semifinale | Semifinale | Semifinale |  |  | Finală | Finală | Finală | Finală | Finală | Finală | Finală |  |
|  |                    |                    |                    |                    |                    |                    |                    |                 |    |            |            |            |            |            |            |            |  |  |        |        |        |        |        |        |        |  |
|  | 1                  | Carlos Alcaraz     | 6                  | 6                  | 6                  |                    |                    |                 |    |            |            |            |            |            |            |            |  |  |        |        |        |        |        |        |        |  |
|  | 1                  | Carlos Alcaraz     | 6                  | 6                  | 6                  |                    |                    |                 |    |            |            |            |            |            |            |            |  |  |        |        |        |        |        |        |        |  |
|  | 12                 | Alexander Zverev   | 3                  | 2                  | 4                  |                    |                    |                 |    |            |            |            |            |            |            |            |  |  |        |        |        |        |        |        |        |  |
|  | 12                 | Alexander Zverev   | 3                  | 2                  | 4                  |                    | 1                  | Carlos Alcaraz  | 63 | 1          | 6          | 3          |            |            |            |            |  |  |        |        |        |        |        |        |        |  |
|  |                    |                    |                    |                    |                    |                    |                    | Carlos Alcaraz  | 63 | 1          | 6          | 3          |            |            |            |            |  |  |        |        |        |        |        |        |        |  |
|  |                    |                    | 3                  | Daniil Medvedev    | 7                  | 6                  | 3                  | 6               |    |            |            |            |            |            |            |            |  |  |        |        |        |        |        |        |        |  |
|  | 3                  | Daniil Medvedev    | 3                  | Daniil Medvedev    | 7                  | 6                  | 3                  | 6               | 6  | 6          | 6          |            |            |            |            |            |  |  |        |        |        |        |        |        |        |  |
|  | 3                  | Daniil Medvedev    |                    |                    |                    |                    |                    |                 |    |            |            |            |            |            |            |            |  |  |        |        |        |        |        |        |        |  |
|  | 8                  | Andrei Rubliov     | 4                  | 3                  | 4                  |                    |                    |                 |    |            |            |            |            |            |            |            |  |  |        |        |        |        |        |        |        |  |
|  | 8                  | Andrei Rubliov     | 4                  | 3                  | 4                  |                    | 3                  | Daniil Medvedev | 3  | 65         | 3          |            |            |            |            |            |  |  |        |        |        |        |        |        |        |  |
|  |                    |                    |                    |                    |                    |                    |                    |                 |    |            |            |            |            |            |            |            |  |  |        |        |        |        |        |        |        |  |
|  |                    |                    | 2                  | Novak Djokovic     | 6                  | 7                  | 6                  |                 |    |            |            |            |            |            |            |            |  |  |        |        |        |        |        |        |        |  |
|  | 10                 | Frances Tiafoe     | 2                  | Novak Djokovic     | 6                  | 7                  | 6                  | 2               | 6  | 67         | 2          |            |            |            |            |            |  |  |        |        |        |        |        |        |        |  |
|  | 10                 | Frances Tiafoe     |                    |                    |                    |                    |                    |                 |    |            |            |            |            |            |            |            |  |  |        |        |        |        |        |        |        |  |
|  |                    | Ben Shelton        | 6                  | 3                  | 79                 | 6                  |                    |                 |    |            |            |            |            |            |            |            |  |  |        |        |        |        |        |        |        |  |
|  |                    | Ben Shelton        | 6                  | 3                  | 79                 | 6                  |                    | Ben Shelton     | 3  | 2          | 64         |            |            |            |            |            |  |  |        |        |        |        |        |        |        |  |
|  |                    |                    |                    |                    |                    |                    |                    | Ben Shelton     | 3  | 2          | 64         |            |            |            |            |            |  |  |        |        |        |        |        |        |        |  |
|  |                    |                    | 2                  | Novak Djokovic     | 6                  | 6                  | 7                  |                 |    |            |            |            |            |            |            |            |  |  |        |        |        |        |        |        |        |  |
|  | 9                  | Taylor Fritz       | 2                  | Novak Djokovic     | 6                  | 6                  | 7                  | 1               | 4  | 4          |            |            |            |            |            |            |  |  |        |        |        |        |        |        |        |  |
|  | 9                  | Taylor Fritz       |                    |                    |                    |                    |                    |                 |    |            |            |            |            |            |            |            |  |  |        |        |        |        |        |        |        |  |
|  | 2                  | Novak Djokovic     | 6                  | 6                  | 6                  |                    |                    |                 |    |            |            |            |            |            |            |            |  |  |        |        |        |        |        |        |        |  |

### Simplu feminin
Pentru mai multe informații consultați US Open 2023 – Simplu feminin
|  | Sferturi de finală | Sferturi de finală  | Sferturi de finală | Sferturi de finală | Sferturi de finală |    |              | Semifinale | Semifinale | Semifinale | Semifinale | Semifinale |  |  | Finală | Finală | Finală | Finală | Finală |  |
|  |                    |                     |                    |                    |                    |    |              |            |            |            |            |            |  |  |        |        |        |        |        |  |
|  | 20                 | Jeļena Ostapenko    | 0                  | 2                  |                    |    |              |            |            |            |            |            |  |  |        |        |        |        |        |  |
|  | 20                 | Jeļena Ostapenko    | 0                  | 2                  |                    |    |              |            |            |            |            |            |  |  |        |        |        |        |        |  |
|  | 6                  | Coco Gauff          | 6                  | 6                  |                    |    |              |            |            |            |            |            |  |  |        |        |        |        |        |  |
|  | 6                  | Coco Gauff          | 6                  | 6                  |                    | 6  | Coco Gauff   | 6          | 7          |            |            |            |  |  |        |        |        |        |        |  |
|  |                    |                     |                    |                    |                    | 6  | Coco Gauff   | 6          | 7          |            |            |            |  |  |        |        |        |        |        |  |
|  |                    |                     | 10                 | Karolína Muchová   | 4                  | 5  |              |            |            |            |            |            |  |  |        |        |        |        |        |  |
|  | 30                 | Sorana Cîrstea      | 10                 | Karolína Muchová   | 4                  | 5  | 0            | 3          |            |            |            |            |  |  |        |        |        |        |        |  |
|  | 30                 | Sorana Cîrstea      |                    |                    |                    |    |              |            |            |            |            |            |  |  |        |        |        |        |        |  |
|  | 10                 | Karolína Muchová    | 6                  | 6                  |                    |    |              |            |            |            |            |            |  |  |        |        |        |        |        |  |
|  | 10                 | Karolína Muchová    | 6                  | 6                  |                    | 6  | Coco Gauff   | 2          | 6          | 6          |            |            |  |  |        |        |        |        |        |  |
|  |                    |                     |                    |                    |                    |    |              |            |            |            |            |            |  |  |        |        |        |        |        |  |
|  |                    |                     | 2                  | Arina Sabalenka    | 6                  | 3  | 2            |            |            |            |            |            |  |  |        |        |        |        |        |  |
|  | 9                  | Markéta Vondroušová | 2                  | Arina Sabalenka    | 6                  | 3  | 2            | 1          | 4          |            |            |            |  |  |        |        |        |        |        |  |
|  | 9                  | Markéta Vondroušová |                    |                    |                    |    |              |            |            |            |            |            |  |  |        |        |        |        |        |  |
|  | 17                 | Madison Keys        | 6                  | 6                  |                    |    |              |            |            |            |            |            |  |  |        |        |        |        |        |  |
|  | 17                 | Madison Keys        | 6                  | 6                  |                    | 17 | Madison Keys | 6          | 61         | 65         |            |            |  |  |        |        |        |        |        |  |
|  |                    |                     |                    |                    |                    | 17 | Madison Keys | 6          | 61         | 65         |            |            |  |  |        |        |        |        |        |  |
|  |                    |                     | 2                  | Arina Sabalenka    | 0                  | 7  | 710          |            |            |            |            |            |  |  |        |        |        |        |        |  |
|  | 23                 | Zheng Qinwen        | 2                  | Arina Sabalenka    | 0                  | 7  | 710          | 1          | 4          |            |            |            |  |  |        |        |        |        |        |  |
|  | 23                 | Zheng Qinwen        |                    |                    |                    |    |              |            |            |            |            |            |  |  |        |        |        |        |        |  |
|  | 2                  | Arina Sabalenka     | 6                  | 6                  |                    |    |              |            |            |            |            |            |  |  |        |        |        |        |        |  |

### Dublu masculin
Pentru mai multe informații consultați US Open 2023 – Dublu masculin
|  | Sferturi de finală | Sferturi de finală                  | Sferturi de finală | Sferturi de finală                  | Sferturi de finală |   |                             | Semifinale | Semifinale | Semifinale | Semifinale | Semifinale |  |  | Finală | Finală | Finală | Finală | Finală |  |
|  |                    |                                     |                    |                                     |                    |   |                             |            |            |            |            |            |  |  |        |        |        |        |        |  |
|  | 15                 | Nathaniel Lammons Jackson Withrow   | 610                | 1                                   |                    |   |                             |            |            |            |            |            |  |  |        |        |        |        |        |  |
|  | 15                 | Nathaniel Lammons Jackson Withrow   | 610                | 1                                   |                    |   |                             |            |            |            |            |            |  |  |        |        |        |        |        |  |
|  | 6                  | Rohan Bopanna Matthew Ebden         | 712                | 6                                   |                    |   |                             |            |            |            |            |            |  |  |        |        |        |        |        |  |
|  | 6                  | Rohan Bopanna Matthew Ebden         | 712                | 6                                   |                    | 6 | Rohan Bopanna Matthew Ebden | 7          | 6          |            |            |            |  |  |        |        |        |        |        |  |
|  |                    |                                     |                    |                                     |                    | 6 | Rohan Bopanna Matthew Ebden | 7          | 6          |            |            |            |  |  |        |        |        |        |        |  |
|  |                    |                                     | PR                 | Pierre-Hugues Herbert Nicolas Mahut | 63                 | 2 |                             |            |            |            |            |            |  |  |        |        |        |        |        |  |
|  |                    | Robert Galloway Albano Olivetti     | PR                 | Pierre-Hugues Herbert Nicolas Mahut | 63                 | 2 | 5                           | 4          |            |            |            |            |  |  |        |        |        |        |        |  |
|  |                    |                                     |                    |                                     |                    |   |                             | 4          |            |            |            |            |  |  |        |        |        |        |        |  |
|  | PR                 | Pierre-Hugues Herbert Nicolas Mahut | 7                  | 6                                   |                    |   |                             |            |            |            |            |            |  |  |        |        |        |        |        |  |
|  | PR                 | Pierre-Hugues Herbert Nicolas Mahut | 7                  | 6                                   |                    | 6 | Rohan Bopanna Matthew Ebden | 6          | 3          | 4          |            |            |  |  |        |        |        |        |        |  |
|  |                    |                                     |                    |                                     |                    |   |                             |            |            |            |            |            |  |  |        |        |        |        |        |  |
|  |                    |                                     | 3                  | Rajeev Ram Joe Salisbury            | 2                  | 6 | 6                           |            |            |            |            |            |  |  |        |        |        |        |        |  |
|  | 5                  | Máximo González Andrés Molteni      | 3                  | Rajeev Ram Joe Salisbury            | 2                  | 6 | 6                           | 4          | 3          |            |            |            |  |  |        |        |        |        |        |  |
|  | 5                  | Máximo González Andrés Molteni      |                    |                                     |                    |   |                             |            |            |            |            |            |  |  |        |        |        |        |        |  |
|  | 3                  | Rajeev Ram Joe Salisbury            | 6                  | 6                                   |                    |   |                             |            |            |            |            |            |  |  |        |        |        |        |        |  |
|  | 3                  | Rajeev Ram Joe Salisbury            | 6                  | 6                                   |                    | 3 | Rajeev Ram Joe Salisbury    | 7          | 3          | 6          |            |            |  |  |        |        |        |        |        |  |
|  |                    |                                     |                    |                                     |                    | 3 | Rajeev Ram Joe Salisbury    | 7          | 3          | 6          |            |            |  |  |        |        |        |        |        |  |
|  |                    |                                     | 2                  | Ivan Dodig Austin Krajicek          | 5                  | 6 | 3                           |            |            |            |            |            |  |  |        |        |        |        |        |  |
|  | 9                  | Hugo Nys Jan Zieliński              | 2                  | Ivan Dodig Austin Krajicek          | 5                  | 6 | 3                           | 4          | 6          | 3          |            |            |  |  |        |        |        |        |        |  |
|  | 9                  | Hugo Nys Jan Zieliński              |                    |                                     |                    |   |                             |            |            | 3          |            |            |  |  |        |        |        |        |        |  |
|  | 2                  | Ivan Dodig Austin Krajicek          | 6                  | 2                                   | 6                  |   |                             |            |            |            |            |            |  |  |        |        |        |        |        |  |

### Dublu feminin
Pentru mai multe informații consultați US Open 2023 – Dublu feminin
|  | Sferturi de finală | Sferturi de finală                    | Sferturi de finală | Sferturi de finală             | Sferturi de finală |    |                                | Semifinale                        | Semifinale | Semifinale | Semifinale | Semifinale |  |  | Finală | Finală | Finală | Finală | Finală |  |
|  |                    |                                       |                    |                                |                    |    |                                |                                   |            |            |            |            |  |  |        |        |        |        |        |  |
|  | 16                 | Gabriela Dabrowski Erin Routliffe     | 2                  | 6                              | 710                |    |                                |                                   |            |            |            |            |  |  |        |        |        |        |        |  |
|  | 16                 | Gabriela Dabrowski Erin Routliffe     | 2                  | 6                              | 710                |    |                                |                                   |            |            |            |            |  |  |        |        |        |        |        |  |
|  | 6                  | Leylah Fernandez Taylor Townsend      | 6                  | 3                              | 68                 |    |                                |                                   |            |            |            |            |  |  |        |        |        |        |        |  |
|  | 6                  | Leylah Fernandez Taylor Townsend      | 6                  | 3                              | 68                 |    | 16                             | Gabriela Dabrowski Erin Routliffe | 6          | 7          |            |            |  |  |        |        |        |        |        |  |
|  |                    |                                       |                    |                                |                    |    | 16                             | Gabriela Dabrowski Erin Routliffe | 6          | 7          |            |            |  |  |        |        |        |        |        |  |
|  |                    |                                       | 8                  | Hsieh Su-wei Wang Xinyu        | 1                  | 64 |                                |                                   |            |            |            |            |  |  |        |        |        |        |        |  |
|  | 3                  | Coco Gauff Jessica Pegula             | 8                  | Hsieh Su-wei Wang Xinyu        | 1                  | 64 | 63                             | 6                                 | 4          |            |            |            |  |  |        |        |        |        |        |  |
|  | 3                  | Coco Gauff Jessica Pegula             |                    |                                |                    |    |                                |                                   |            |            |            |            |  |  |        |        |        |        |        |  |
|  | 8                  | Hsieh Su-wei Wang Xinyu               | 7                  | 3                              | 6                  |    |                                |                                   |            |            |            |            |  |  |        |        |        |        |        |  |
|  | 8                  | Hsieh Su-wei Wang Xinyu               | 7                  | 3                              | 6                  |    | 16                             | Gabriela Dabrowski Erin Routliffe | 711        | 6          |            |            |  |  |        |        |        |        |        |  |
|  |                    |                                       |                    |                                |                    |    |                                |                                   |            |            |            |            |  |  |        |        |        |        |        |  |
|  |                    |                                       | 12                 | Laura Siegemund Vera Zvonareva | 69                 | 3  |                                |                                   |            |            |            |            |  |  |        |        |        |        |        |  |
|  | 12                 | Laura Siegemund Vera Zvonareva        | 12                 | Laura Siegemund Vera Zvonareva | 69                 | 3  | 5                              | 7                                 | 6          |            |            |            |  |  |        |        |        |        |        |  |
|  | 12                 | Laura Siegemund Vera Zvonareva        |                    |                                |                    |    |                                |                                   |            |            |            |            |  |  |        |        |        |        |        |  |
|  |                    | Victoria Azarenka Beatriz Haddad Maia | 7                  | 5                              | 4                  |    |                                |                                   |            |            |            |            |  |  |        |        |        |        |        |  |
|  |                    | Victoria Azarenka Beatriz Haddad Maia | 7                  | 5                              | 4                  | 12 | Laura Siegemund Vera Zvonareva | 6                                 | 6          |            |            |            |  |  |        |        |        |        |        |  |
|  |                    |                                       |                    |                                |                    | 12 | Laura Siegemund Vera Zvonareva | 6                                 | 6          |            |            |            |  |  |        |        |        |        |        |  |
|  |                    |                                       | PR                 | Jennifer Brady Luisa Stefani   | 4                  | 1  |                                |                                   |            |            |            |            |  |  |        |        |        |        |        |  |
|  |                    | Magda Linette Bernarda Pera           | PR                 | Jennifer Brady Luisa Stefani   | 4                  | 1  | 61                             | 6                                 | 3          |            |            |            |  |  |        |        |        |        |        |  |
|  |                    |                                       |                    |                                |                    |    |                                | 6                                 | 3          |            |            |            |  |  |        |        |        |        |        |  |
|  | PR                 | Jennifer Brady Luisa Stefani          | 7                  | 3                              | 6                  |    |                                |                                   |            |            |            |            |  |  |        |        |        |        |        |  |

### Dublu mixt
Pentru mai multe informații consultați US Open 2023 – Dublu mixt
|  | Semifinale | Semifinale                     | Semifinale | Semifinale                     | Semifinale |   |                                | Finală | Finală | Finală | Finală | Finală |  |
|  |            |                                |            |                                |            |   |                                |        |        |        |        |        |  |
|  | 1          | Jessica Pegula Austin Krajicek | 65         | 6                              | [10]       |   |                                |        |        |        |        |        |  |
|  | 1          | Jessica Pegula Austin Krajicek | 65         | 6                              | [10]       |   |                                |        |        |        |        |        |  |
|  |            | Taylor Townsend Ben Shelton    | 7          | 1                              | [3]        |   |                                |        |        |        |        |        |  |
|  |            | Taylor Townsend Ben Shelton    | 7          | 1                              | [3]        | 1 | Jessica Pegula Austin Krajicek | 3      | 4      |        |        |        |  |
|  |            |                                |            |                                |            | 1 | Jessica Pegula Austin Krajicek | 3      | 4      |        |        |        |  |
|  |            |                                |            | Anna Danilina Harri Heliövaara | 6          | 6 |                                |        |        |        |        |        |  |
|  |            | Ena Shibahara Mate Pavić       | 62         | Anna Danilina Harri Heliövaara | 6          | 6 | 4                              |        |        |        |        |        |  |
|  |            |                                |            |                                |            |   |                                |        |        |        |        |        |  |
|  |            | Anna Danilina Harri Heliövaara | 7          | 6                              |            |   |                                |        |        |        |        |        |  |

## Distribuirea punctelor și a premiilor în bani

### Puncte
Mai jos sunt o serie de tabele pentru fiecare dintre competiții care arată punctele de clasare oferite pentru fiecare probă.
| Probă           | C    | F    | SF  | QF  | Rundă 16 echipe | Rundă 32 echipe | Rundă 64 echipe | Rundă 128 echipe | Q   | Q3  | Q2  | Q1  |
| Simplu masculin | 2000 | 1200 | 720 | 360 | 180             | 90              | 45              | 10               | 25  | 16  | 8   | 0   |
| Dublu masculin  | 2000 | 1200 | 720 | 360 | 180             | 90              | 0               | N/A              | N/A | N/A | N/A | N/A |
| Simplu feminin  | 2000 | 1300 | 780 | 430 | 240             | 130             | 70              | 10               | 40  | 30  | 20  | 2   |
| Dublu feminin   | 2000 | 1300 | 780 | 430 | 240             | 130             | 10              | N/A              | N/A | N/A | N/A | N/A |

### Premii în bani
Premiile totale pentru US Open 2023 sunt de 65 de milioane de dolari, ceea ce reprezintă un record, cu 8% mai mult decât decât ediția de anul trecut și a menținut statutul turneului ca având cele mai mari premii în bani dintre toate Grand Slam-urile, cu aproximativ 53 de milioane de dolari pentru Australian Open, 54 de milioane de dolari pentru French Open și 56,5 milioane de dolari pentru Wimbledon.
Câștigătorii de la simplu vor primi 3 milioane de dolari, cu 15% mai mult decât în 2022, iar finaliștii învinși vor primi 1,5 milioane de dolari.
| Probă      | C          | F          | SF       | QF       | R16      | R32      | R64      | R128    | Q3      | Q2      | Q1      |
| Simplu     | $3,000,000 | $1,500,000 | $775,000 | $455,000 | $284,000 | $191,000 | $123,000 | $81,500 | $33,000 | $21,000 | $15,000 |
| Dublu      | $700,000   | $350,000   | $180,000 | $100,000 | $58,000  | $36,800  | $22,000  | N/A     | N/A     | N/A     | N/A     |
| Dublu mixt | $170,000   | $85,000    | $42,500  | $23,200  | $14,200  | $8,300   | N/A      | N/A     | N/A     | N/A     | N/A     |